# Frogger 2: Swampy's Revenge
Frogger 2: Swampy's Revenge är ett 2000-actionspel som utvecklats av Blitz Games och publicerades av Hasbro Interactive för Game Boy Color, Dreamcast, PlayStation och Microsoft Windows. Spelet är en del av Frogger-serien, och uppföljaren till Frogger 1997-remake, med liknande 4-vägs-gameplay i en 3D-värld och 6 olika miljöer. Till skillnad från föregångaren har Frogger 2 ett urval olika karaktärer att spela med i spelet, flera flerspelarlägen och en story i spelet. En Nintendo 64-port i spelet var planerad, men senare avbruten.